# Championnat d'Ouganda de football 1999
Navigation
Édition précédente Édition suivante
La saison 1999 du Championnat d'Ouganda de football est la trentième édition du championnat de première division ougandais. Les équipes engagées sont regroupées au sein d'une poule unique où elles affrontent deux fois leurs adversaires, à domicile et à l'extérieur. En fin de saison, afin de permettre le passage de la Super League de 22 à 17 clubs, les dix derniers du classement sont relégués et remplacés par les cinq champions régionaux de deuxième division.
C'est le club de Villa SC, tenant du titre, qui remporte à nouveau cette saison après avoir terminé en tête du classement, avec deux points d'avance sur Express FC et dix-huit sur Simba FC. C'est le onzième titre de champion d'Ouganda de l'histoire du club.
Deux clubs sont disqualifiés en cours de saison : Uganda Electricity Board et Idudi FC. Leurs résultats sont annulés et le championnat se termine avec vingt formations.

## Participants
- Dairy Heroes
- Villa SC
- Kampala City Council
- Simba FC
- Uganda Electricity Board
- Express FC
- Police FC
- Nile Breweries FC
- Rockstars Tororo FC - Promu de D2
- Idudi FC - Promu de D2
- Gulu United - Promu de D2
- Roraima FC - Promu de D2
- Pamba FC - Promu de D2
- Rwampara FC - Promu de D2
- Posta FC - Promu de D2
- UNNATO FC - Promu de D2
- Maji FC - Promu de D2
- State House Fc - Promu de D2
- Military Police FC - Promu de D2
- SCOUL FC - Promu de D2
- Iganga Town Council - Promu de D2
- Health FC - Promu de D2

## Compétition

### Classement
Le classement est établi sur le barème de points classique : victoire à 3 points, match nul à 1, défaite à 0.
| Rang | Équipe                               | Pts | J  | G  | N  | P  | Bp  | Bc | Diff |
| ---- | ------------------------------------ | --- | -- | -- | -- | -- | --- | -- | ---- |
| 1    | Villa SCT                            | 94  | 38 | 29 | 7  | 2  | 108 | 22 | +86  |
| 2    | Express FC                           | 92  | 38 | 28 | 8  | 2  | 85  | 15 | +70  |
| 3    | Simba FC                             | 76  | 38 | 21 | 13 | 4  | 58  | 22 | +36  |
| 4    | Kampala City Council                 | 74  | 38 | 21 | 11 | 6  | 68  | 30 | +38  |
| 5    | Dairy HeroesC                        | 62  | 38 | 16 | 14 | 8  | 45  | 32 | +13  |
| 6    | Police FC                            | 60  | 38 | 16 | 12 | 10 | 50  | 37 | +13  |
| 7    | Health FCP                           | 60  | 38 | 16 | 12 | 10 | 53  | 46 | +7   |
| 8    | Nile Breweries FC                    | 57  | 38 | 15 | 12 | 11 | 55  | 48 | +7   |
| 9    | Iganga Town CouncilP                 | 57  | 38 | 16 | 9  | 13 | 41  | 43 | -2   |
| 10   | SCOUL FCP                            | 55  | 38 | 15 | 10 | 13 | 62  | 50 | +12  |
| 11   | Military Police FCP                  | 50  | 38 | 13 | 11 | 14 | 57  | 44 | +13  |
| 12   | State House FCP                      | 50  | 38 | 13 | 11 | 14 | 39  | 49 | -10  |
| 13   | Maji FCP                             | 48  | 38 | 12 | 12 | 14 | 66  | 54 | +12  |
| 14   | UNNATO FCP                           | 41  | 38 | 11 | 8  | 19 | 36  | 51 | -15  |
| 15   | Posta FCP                            | 41  | 38 | 11 | 8  | 19 | 54  | 77 | -23  |
| 16   | Pamba FCP                            | 34  | 38 | 9  | 7  | 22 | 37  | 71 | -34  |
| 17   | Rwampara FCP                         | 25  | 38 | 4  | 13 | 21 | 24  | 72 | -48  |
| 18   | Roraima FCP                          | 25  | 38 | 5  | 10 | 23 | 25  | 83 | -58  |
| 19   | Gulu UnitedP                         | 21  | 38 | 5  | 6  | 27 | 30  | 83 | -53  |
| 20   | Rockstars Tororo FCP                 | 16  | 38 | 2  | 10 | 26 | 31  | 93 | -62  |
|      | Idudi FCP disqualifié                |     |    |    |    |    |     |    |      |
|      | Uganda Electricity Board disqualifié |     |    |    |    |    |     |    |      |

|  | Qualification pour la Ligue des champions de la CAF 2000 et la Coupe CECAFA des clubs 2000 |
|  | Qualification pour la Coupe des Coupes 2000                                                |
|  | Relégation en deuxième division                                                            |
|  | Disqualification en cours de saison                                                        |
|  | T : Tenant du titre C : Vainqueur de la Coupe d'Ouganda P : Promu de deuxième division     |

## Bilan de la saison
| Championnat d'Ouganda de football 1999                             | |
| Champion                                                           | Villa SC (11e titre) |
| Coupes et trophées                                                 | |
| Vainqueur de la Coupe d'Ouganda 1999                               | Dairy Heroes |
| Qualifications continentales                                       | |
| Ligue des champions de la CAF 2000                                 | Villa SC |
| Coupe d'Afrique des vainqueurs de coupe de football 2000           | Dairy Heroes |
| Coupe de la CAF 2000                                               | Aucun |
| Coupe CECAFA des clubs 2000                                        | Villa SC |
| Promotions et relégations                                          | |
| Promus en Championnat d'Ouganda de football                        | Arua Municipal Council Mbarara United Kakira Sugar Works FC UPDF FC Bombo UTODA FC                                                                       |
| Relégués en Championnat d'Ouganda de football de deuxième division | Maji FC UNNATO FC Posta FC Pamba FC Rwampara FC Roraima FC Gulu United Rockstars Tororo FC Idudi FC (disqualifié) Uganda Electricity Board (disqualifié) |